# Ніколає-Белческу (Келераш)
Ніколає-Белческу (рум. Nicolae Bălcescu) — село у повіті Келераш в Румунії. Входить до складу комуни Ніколає-Белческу.
Село розташоване на відстані 51 км на схід від Бухареста, 53 км на північний захід від Келераші, 148 км на південний захід від Галаца.

## Населення
За даними перепису населення 2002 року у селі проживали 1187 осіб. Усі жителі села рідною мовою назвали румунську.
Національний склад населення села:
| Національність | Кількість осіб | Відсоток |
| -------------- | -------------- | -------- |
| румуни         | 1154           | 97,2%    |
| цигани         | 33             | 2,8%     |